# George William Osborn Howe
George William Osborn Howe (Charlton, Londres, 4 de dezembro de 1875 – 7 de novembro de 1960) foi um engenheiro eletricista britânico.
Foi palestrante convidado do Congresso Internacional de Matemáticos em Toronto (1924). A Institution of Electrical Engineers lhe concedeu a Medalha Faraday de 1956.
Howe is said to have contributed more than 300 papers to academic journals and learned societies. He was editor of the Radio Review and of The Wireless Engineer. 